# Camille Froidevaux-Metterie
Camille Froidevaux-Metterie (París, 18 de noviembre de 1968) es una investigadora y profesora de ciencias políticas francesa.
Su obra se centra en las transformaciones de la condición femenina en época contemporánea, bajo una perspectiva fenomenológica que sitúa la cuestión del cuerpo en el centro de la reflexión. Analiza la reapropiación por parte de las mujeres de sus cuerpos, tal como se expresa en los recientes movimientos de lucha feminista relacionados con cuestiones vinculadas a la intimidad y la genitalidad femenina (el caso Weinstein y el movimiento MeToo en particular).
Es profesora de ciencias políticas en la Universidad Panthéon-Assas  de 2002 a 2011. Y es miembro del Instituto Universitario de Francia de 2010 a 2015.
Desde 2011 es profesora en la Universidad de Reims Champagne-Ardenne, donde también es responsable de la misión Igualdad y Diversidad.
Inicialmente, dedicó su carrera como investigadora al estudio de las relaciones entre la política y la religión en la esfera occidental, comenzando con su tesis sobre el sociólogo alemán Ernst Troeltsch  hasta su trabajo sobre la cuestión teológico-política en Estados Unidos.
En 2010, hace un giro temático para dedicarse a los cambios contemporáneos que afectan a la condición femenina . Estudia las consecuencias que las conquistas feministas han tenido en la reorganización del reparto de las esferas privado-femenina y público-masculina, destacando un fenómeno de “ desexualización del mundo ». A partir de ello, reflexiona sobre el significado de los cuerpos de las mujeres bajo una perspectiva fenomenológica.
Desde el punto de vista sociológico, sus investigaciones provocaron una importante encuesta sobre las mujeres políticas francesas, que dio lugar a un documental de ficción titulado En la jungla. Con un enfoque filosófico, su investigación la llevó a una serie de artículos  y a una obra titulada La révolution du féminin (La revolución femenina), publicada en 2015 por Gallimard. De 2012 a 2018, popularizó su trabajo en el blog Féminin singulier (Femenino singular) de la Revista de Filosofía. Los medios de comunicación franceses solicitan periódicamente su experiencia y conocimientos en cuestiones de desigualdad de género y movimientos feministas.
En septiembre de 2021 publicó Un corps à soi (Un cuerpo propio). Ella sitúa su ensayo en la continuidad de la filosofía feminista. : Simone de Beauvoir e Iris Marion Young.
Trabaja sobre temas de sexo y género con su marido, el director Laurent Metterie, en particular como asesora del documental Les Petits Mâles (Los pequeños machos) .

## Trabajos

### Política y religión en los Estados Unidos
En Politique et religion aux États-Unis (Política y religión en los Estados Unidos) Camille Froidevaux-Metterie analiza la interpretación que se ha hecho de Estados Unidos como una teodemocracia  para demostrar que, a lo largo de la historia de este país, se han alternado dos fuerzas contradictorias. : “ el espíritu de la religión ", cuyos defensores buscan colocar el gobierno civil bajo la supervisión de las leyes cristianas, y " el espíritu laico » cuyos representantes defienden firmemente la neutralidad del Estado en cuestiones religiosas. La especificidad del caso americano reside en la existencia de una “ religión civil ", un conjunto de mitos, referencias y símbolos vinculados a la religión que constituyen herramientas a disposición de la clase política. Estas herramientas cumplen dos funciones. : alimentar el sentimiento de unidad nacional movilizando elementos del pasado fundacional y crear un movimiento de adhesión a un hombre o a una idea política, la mayoría de las veces en un contexto de crisis. El enigma queda así resuelto. : Estados Unidos es un país constitucionalmente laico pero marcado por la religión.

### La revolución femenina
En La Révolution du féminin (La revolución femenina), Camille Froidevaux-Metterie muestra cómo la división entre un dominio femenino de la vida conyugal y familiar y un dominio masculino de la vida civil y política ha atravesado la historia más allá de la ruptura del pensamiento democrático. ; en la primera parte analiza los fundamentos antiguos y modernos de esta jerarquía sexual del mundo. Solo después del giro feminista de la década de 1970 se empezó a cuestionar este patrón patriarcal. ; la Segunda Ola inicia una dinámica de igualdad de las condiciones femeninas y masculinas, sinónimo de desexualización de los roles familiares y de las funciones sociales. En la segunda parte, Camille Froidevaux-Metterie se propone hacer la genealogía de las tres principales interpretaciones que se han dado de lo femenino, por parte de la antropología, el psicoanálisis y el pensamiento feminista, para deducir que las mujeres siempre son definidas desde fuera de sí mismas, sea por la naturaleza o bien por la cultura. Esta observación la lleva a proponer, en la tercera parte, una fenomenología de lo femenino. Examina una serie de temas corporales (la menstruación, la maternidad, la inquietud estética) bajo el prisma de la “experiencia vivida”.
Algunos autores han formulado críticas a su obra, como la socióloga Marie Duru-Bellat, para quien el libro cae en una visión normativa de lo “ femenino », en el sentido de que intentaría rehabilitar la experiencia corporal como base de una identidad femenina, o la historiadora Anne Verjus que ve en ello una rehabilitación de la condición doméstica de las mujeres contradictoria con los avances del feminismo. Camille Froidevaux-Metterie respondió a estas críticas precisando que para ella se trataba de reflexionar sobre la emancipación de las mujeres a través del prisma de la corporeidad, no para reducirlas a su cuerpo, sino para pensarlo a través del doble prisma de la alienación y de la libertad..

### El cuerpo de las mujeres: la batalla de lo íntimo
En Le corps des femmes : la bataille de l'intime (El cuerpo de las mujeres: la batalla de lo íntimo), Camille Froidevaux-Metterie vuelve al movimiento #metoo para mostrar que forma parte de un movimiento de reapropiación por parte de las mujeres de sus cuerpos en sus dimensiones más íntimas. Tomado a principios de la década de 2010, este “ Punto de inflexión genital en el feminismo. » marcaría un retorno a los fundamentos feministas y una profundización de la dinámica de emancipación.
En la introducción, vuelve a las seis grandes luchas que han marcado la historia del feminismo y se suman entre sí. : la batalla del voto, la procreación, el trabajo, la familia, el género y finalmente lo íntimo. « Durante todas estas décadas de lucha feminista, el ámbito sexual había permanecido fuera del movimiento de emancipación. El giro genital o sexual en el feminismo consiste en repatriar temas corporales, íntimos, al campo de los derechos a reclamar [31] . »
A continuación, la obra desarrolla una serie de capítulos dedicados a temas corporales entendidos bajo el prisma de “ la experiencia vivida " de las mujeres : la relación con el espacio y el movimiento, la menstruación, la "primera vez", la inquietud estética, la ausencia de maternidad, la menopausia, los senos, los órganos genitales y la cuestión de la igualdad procreativa (PMA- GPA).

## Publicaciones

### Ensayos
- Ernst Troeltsch, la religión cristiana y el mundo moderno, PUF, 1999,[33] según su tesis defendida en 1997 [34]
- Politique et religion aux États-Unis. Repères (en francés). Paris: La Découverte. 2009. p. 123. ISBN 978-2-7071-5397-5. OCLC 312402977. Consultado el 14 de diciembre de 2018.
- Camille Froidevaux-Metterie; Marc Chevrier (2014). Des femmes et des hommes singuliers. Recherches (en francés). Paris: Armand Colin. pp. 256 |páginas= y |en= redundantes (ayuda). ISBN 978-2-200-28923-2.
- La révolution du féminin. Bibliothèque des Sciences humaines (en francés). Paris: Gallimard. 2015. pp. 384 |páginas= y |en= redundantes (ayuda). ISBN 978-2-07-014752-6.
- Le corps des femmes (en francés). Philosophie magazine éditeur. 2018. pp. 160 |páginas= y |en= redundantes (ayuda). ISBN 978-2-900818-01-5.
- Seins. Anamosa. 2020. p. 224. ISBN 979-1095772873.
- Un corps à soi. Paris: Seuil. 2021. p. 376. ISBN 9782021448665.
- Être féministe, pour quoi faire. ALT. éditions de la Martinière. 2023. ISBN 979 1 0401 1307 2.

### Novela
- Pleine et douce. Paris: Sabine Wespieser. 05-01-2023. p. 224. ISBN 978-2848054674.[35]

### Artículos
- «États-Unis : comprendre l'énigme théocratico-laïque». Critique internationale 36 (3): 105. 2007. ISSN 1290-7839. doi:10.3917/crii.036.0105. Consultado el 14 de diciembre de 2018.
- «Naissance de la femme contemporaine». Le Débat 157 (5): 158. 2009. ISSN 0246-2346. doi:10.3917/deba.157.0158. Consultado el 14 de diciembre de 2018.
- «Pouvoir et religion : vers une nouvelle ère laïque ?». Revue internationale et stratégique 76 (4): 135. 2009. ISSN 1287-1672. doi:10.3917/ris.076.0135. Consultado el 14 de diciembre de 2018.
- « L'expérience du féminin : le corps, soi et les autres », Études, 2012/9 (Tome 417), p. 187-197. DOI : 10.3917/etu.4173.0187. [lire en ligne]
- «La beauté féminine, un projet de coïncidence à soi». Le Philosophoire 38 (2): 119. 2012. ISSN 1283-7091. doi:10.3917/phoir.038.0119. Consultado el 14 de diciembre de 2018.
- «Réinvention du féminin». Le Débat 174 (2): 95. 2013. ISSN 0246-2346. doi:10.3917/deba.174.0095. Consultado el 14 de diciembre de 2018.
- « Les femmes et le politique », dans Eric Savarese, Christophe Roux (dir.), Science politique, Bruylant, 2017 (ISBN 9782390132165), p. 221
- «Qu'est-ce que le féminisme phénoménologique ?». Cités 73 (1): 81. 2018. ISSN 1299-5495. doi:10.3917/cite.073.0081. Consultado el 14 de diciembre de 2018.
- « Le pouvoir chez Pierre Clastres. Une nouvelle philosophie politique », dans Guillaume Devin, Michel Hastings (dir.), et avec Cécile Gonzalvès, 10 concepts d'anthropologie en science politique, CNRS Éditions, 2018, 248 p. (ISBN 9782271095312)

## Condecoraciones
- Chevalière de l'ordre national du Mérite (2 mai 2017).[36]